# Psychohygiene
Psychohygiene (von griechisch ψυχή psyché ‚Hauch‘, ‚Seele‘, ‚Gemüt‘ sowie ὑγιεινή [τέχνη] hygieiné [téchne] „der Gesundheit dienende [Kunst]“, abgeleitet von ὑγίεια hygíeia „Gesundheit“), auch psychische Hygiene genannt, ist die Lehre vom Schutz und dem Erlangen der psychischen Gesundheit.

## Geschichte
Erstmals in den USA verwandte 1843 der US-amerikanische Mediziner William Sweetzer den Ausdruck mental hygiene. Die deutsche Bezeichnung Psychohygiene wurde im Jahre 1900 von dem deutschen Psychiater Robert Sommer (1864–1937) verwendet, der 1896 die Psychiatrische Klinik Gießen begründet hatte. Allerdings erlangte die Bezeichnung erst durch die Bemühungen von Clifford Whittingham Beers – die Situation von psychisch Kranken zu verbessern, eine größere Bekanntheit: „Der Beginn der modernen Psychohygiene wird in der Literatur mit Erscheinen des Buches von Clifford W. Beers (USA) A mind that found itself (dt. 1941) festgemacht.“
Beers Buch beruhte auf seinen eigenen Erfahrungen als Patient. Beers gründete 1909 das National Committee for Mental Hygiene (heute Mental Health America), um seine Reform der Behandlung von als geisteskrank geltenden Personen fortzusetzen. 1913 gründete er die Clifford W. Beers Guidance Clinic in New Haven (Connecticut).
Die Bezeichnung Psychohygiene (bzw. psychische Hygiene) ist seit geraumer Zeit aus der Mode gekommen. In den letzten Jahrzehnten finden sich Veröffentlichungen zu diesem Themenbereich zumeist unter den Begriffen Salutogenese oder Resilienz.

### Ghetto Theresienstadt
Das Konzept der Psychohygiene spielte eine Rolle im Ghetto Theresienstadt/Konzentrationslager Theresienstadt, wo der Wiener Arzt und Begründer der Logotherapie und Existenzanalyse Viktor Frankl ein „Referat für psychische Hygiene“ eingerichtet hatte – eine Art Krisenintervention. Die meisten Ankommenden waren unvorbereitet und deshalb schockiert von dem, was sie in Theresienstadt vorfanden. Frankl ging davon aus, dass bei entsprechender Hilfestellung die Überlebenschancen größer seien, und bat Regina Jonas um ihre Mitarbeit. Ihre Aufgabe bestand im Empfang der Neuankommenden. Außerdem setzte sie auch unter diesen Bedingungen ihre Lehr- und Predigttätigkeit fort.
Der in Theresienstadt inhaftierte Philosoph Emil Utitz gebrauchte ebenfalls diesen Begriff; am 24. November 1942 hielt er dort einen Vortrag mit dem Titel The Hygiene of Soul in Theresienstadt.

### Akademische Institutionalisierung
Heinrich Meng, der 1929 zu den Mitbegründern des Frankfurter Psychoanalytischen Instituts / Sigmund-Freud-Institut gehörte, folgte nach der Auflösung des Instituts im Jahr 1933 dem Angebot einer Schweizer Erziehungsinstitution nach Basel, um dort auf den Gebieten der Pädagogik und Psychohygiene seine Lehren weiterzuentwickeln. Schon nach vier Jahren erhielt er einen Lehrauftrag der Universität Basel und 1945 den Ruf auf den eigens für ihn errichteten, ersten europäischen Lehrstuhl für Psychohygiene. Hier hat Meng in den Nachkriegsjahren ein Forschungszentrum errichtet, zu dem aus aller Welt Gelehrte pilgerten. Mit großzügiger Unterstützung Schweizer Verlage baute er eine wissenschaftliche Bibliothek der Psychohygiene auf. Gleichzeitig wurden in der Schweiz und in anderen Ländern Gesellschaften für Psychohygiene gegründet, die sich den vielfältigen, vorwiegend praktischen Aufgaben des psychischen Gesundheitsschutzes widmeten.

### Deutscher Verband für psychische Hygiene
Der deutsche Verband der Psychohygiene war 1924 von dem deutschen Psychiater Robert Sommer gegründet worden. Die Allgemeine Ärztliche Zeitschrift für Psychotherapie und psychische Hygiene war das ab 1928 monatlich publizierte und von Anfang an europaweit verbreitete Organ der am 1. Dezember 1927 in Berlin gegründeten Allgemeinen Ärztlichen Gesellschaft für Psychotherapie (AÄGP), die zahlreiche Mitglieder auch in nicht-deutschsprachigen Ländern hatte. 1930 wurde es umbenannt zum Zentralblatt für Psychotherapie und ihre Grenzgebiete einschließlich der Medizinischen Psychologie und Psychischen Hygiene und seitdem herausgegeben von Ernst Kretschmer, Marburg, sowie Robert Sommer, Gießen, unter der Schriftleitung von Rudolf Allers, Wien, sowie Arthur Kronfeld und Johannes Heinrich Schultz, Berlin.
Am 20. September 1928 fand in Hamburg die erste Tagung des Deutschen Verbandes für psychische Hygiene statt.
Der erste internationale Kongress (First International Congress on Mental Hygiene) fand im Mai 1930 in Washington D.C. statt.
Die Zweite Deutsche Tagung für psychische Hygiene fand in Bonn am 21. Mai 1932 statt und hatte das Hauptthema: Die eugenischen Aufgaben der psychischen Hygiene.
Am 16. Juli 1933 übernahm Ernst Rüdin den Vorsitz des Verbands für psychische Hygiene, der bisherige Vorsitzende Sommer wurde zum Rücktritt genötigt, den Psychiater Hans Roemer machte er zum Geschäftsführer und außerdem benannte er den Verband um in Deutscher Verband für psychische Hygiene und Rassenhygiene.

## Aufgaben und Ebenen der Psychohygiene

### C. W. Beers; Adolf Meyer
Die von C. W. Beers und Adolf Meyer 1908 postulierten Hauptaufgaben der Psychohygiene sind:
1. Sorge für die Erhaltung der geistigen Gesundheit, Verhütung von Geistes- und Nervenkrankheiten und Defektzuständen;
2. Vervollkommnung der Behandlung und Pflege der psychisch Kranken;
3. Aufklärung über die Bedeutung der psychischen Anomalien für die Probleme der Erziehung, des Wirtschaftslebens, der Kriminalität und überhaupt der menschlichen Verhaltensweisen.

Diese Aufgaben sollen erfüllt werden durch Förderung der sozialen Fürsorge und Zusammenwirken mit öffentlichen und privaten Wohlfahrtseinrichtungen.

### Karl Mierke
Karl Mierke (1967, S. 8) sieht drei Ebenen der Psychohygiene:
1. Die präventive Psychohygiene hat die Gesunderhaltung des Individuums und der Gesellschaft zum Ziel.
2. Die restitutive Psychohygiene ist bemüht, in Lebenskrisen oder Konfliktsituationen frühzeitig regenerative und korrigierende Maßnahmen einzuleiten.
3. Die kurative Psychohygiene nimmt sich bereits bestehender Einschränkungen an, um diese mit klinischen oder psychotherapeutischen Verfahrensweisen zu heilen.

### Eberhard Schomburg
1975 hat Eberhard Schomburg das Erhalten oder Erreichen der von ihm formulierten 6 Lebensgrundbedürfnisse als Ziel der Psychohygiene genannt:
1. Liebe
2. Sicherheit
3. Anerkennung/Bestätigung/Erfolgserlebnisse
4. Raum zu freiem, schöpferischem Tun
5. Erlebnisse mit Erinnerungswert
6. Selbstachtung

## Belege
1. ↑  Wallace Mandell: Origins of Mental Health. Johns Hopkins Bloomberg School of Public Health, 1995, abgerufen am 19. April 2016.
2. ↑  Universitätsklinikum Giessen und Marburg GmbH: Die Geschichte der Neurologie. (Memento vom 27. September 2007 im Internet Archive)
3. ↑  Text von A mind that found itself online (engl.) Erstveröffentlichung 1907
4. ↑  Psychohygiene während der Alten- und Krankenpflegeausbildung (Memento vom 23. Juli 2014 im Internet Archive) (PDF; 258 kB)
5. ↑  Clifford W. Beers Guidance Clinic, Inc., Building strength in children and families since 1913 (Memento vom 11. Februar 2009 im Internet Archive) (engl.)
6. ↑  Erich Stern: Psychische Hygiene im allgemeinen Krankenhaus und in der Heilstätte. In: Wege zum Menschen. Band 9, 1957, S. 177–187.
7. ↑  Regina Jonas: Das Vermächtnis des deutschsprachigen Judentums. Abgerufen am 12. Juni 2021.
8. ↑  Elena Makarova, Sergei Makarov, Victor Kuperman: University Over the Abyss, The story behind 520 lecturers and 2,430 lectures in KZ Theresienstadt 1942–1944. Second Edition, Verba Publishers Ltd., Jerusalem 2004, ISBN 965-424-049-1
9. ↑  vergl. Elisabeth Zimmermann: Psychohygiene und Pädagogik. Heinrich Meng (1887-1972). Dissertation, Universität Zürich, Pädagogisches Institut, Zürich 1994. In der Zusammenfassung heißt es: „1938 wurde an der Medizinischen Fakultät der Universität Basel erstmals in Europa ein Lektorat für Psychohygiene eingerichtet, und die Dozentur wurde Heinrich Meng übertragen. Diese hielt er bis zu seiner Emeritierung im Jahr 1957 inne.“ (also nur eine Professur von 1938 bis 1957.)
10. ↑  weitere Informationen über Heinrich Meng (1887–1972) in: Marion Grimm: Alfred Storch (1888–1962): Daseinsanalyse und anthropologische Psychiatrie. Dissertation, Gießen 2004, S. 97, 98.
11. ↑  HMeng. Abgerufen am 12. Juni 2021.
12. ↑  Abbildung: Allgemeine ärztliche Zeitschrift für Psychotherapie und psychische Hygiene. Abgerufen am 12. Juni 2021.
13. ↑  Vgl. auch Ernst Rüdin, Robert Sommer, Wilhelm Weygandt, Hans Roemer, Paul Nitsche (Hrsg.): Zeitschrift für psychische Hygiene. Offizielles Organ des Deutschen Verbandes für psychische Hygiene und Rassenhygiene und des Verbandes Deutscher Hilfsvereine für Geisteskranke. Unter Mitwirkung des Herausgebers der Allgemeinen Zeitschrift für Psychiatrie Georg Ilberg. Band 1–8. Walter de Gruyter & Co., Berlin 1928–1935 (Jährlich 6 Hefte zu je 2 Bogen).
14. ↑  AÄZP Allgemeine Ärztliche Zeitschrift für Psychotherapie und Psychische Hygiene. Abgerufen am 12. Juni 2021.
15. ↑  Hans Roemer (Hrsg.): Bericht über die erste Deutsche Tagung für psychische Hygiene in Hamburg am 20. September 1928 (= Veröffentlichungen des Deutschen Verbandes für psychische Hygiene). Walter de Gruyter & Co., Berlin 1929.
16. ↑  Astrid Ley: Zwangssterilisation und Ärzteschaft: Hintergründe und Ziele ärztlichen Handelns 1934-1945. Campus Verlag, 2004, ISBN 978-3-593-37465-9 (google.de [abgerufen am 12. Juni 2021]).
17. ↑  Mental Hygiene Time Magazine, Monday, May. 19, 1930 (engl.)
18. ↑  Hans Roemer: Bericht über die Zweite Deutsche Tagung für psychische Hygiene in Bonn am 21. Mai 1932 mit dem Hauptthema: Die eugenischen Aufgaben der psychischen Hygiene (= Veröffentlichungen des Deutschen Verbandes für psychische Hygiene). Im Auftrag des Vorstandes des Deutschen Verbandes für psychische Hygiene herausgegeben, Walter de Gruyter & Co., Berlin 1932.
19. ↑  [dto.]
20. ↑  Refubium - Suche. Abgerufen am 12. Juni 2021.
21. ↑  Uwe Gerrens: Medizinisches Ethos Und Theologische Ethik: Karl und Dietrich Bonhoeffer in der Auseinandersetzung um Zwangssterilisation und „Euthanasie“ im Nationalsozialismus. Oldenbourg Wissenschaftsverlag, 1996, S. 68, ISBN 978-3-486-64573-6;
22. ↑  Adolf Meyer: a Swiss-German professor operating in America, coined the term „Mental Hygiene“ (Memento vom 15. Dezember 2007 im Internet Archive)